# إلين إيبا غونارسدوتير
إلين إيبا غونارسدوتير (بالإنجليزية: Elín Ebba Gunnarsdóttir)‏ هي كاتِبة آيسلندية، ولدت في 1953. وعرفت من خلال كتابتها القصص القصيرة. ولها العديد من المجموعات القصصية القصيرة المنشورة وغيرها.